# Ак суйек

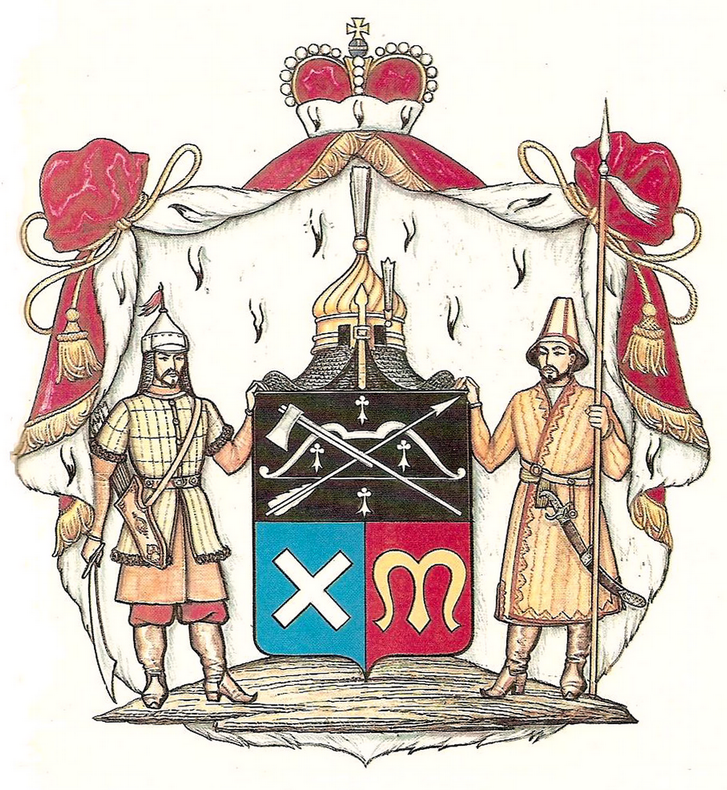
Родовой герб Чингисов — потомков Чингисхана от Джучи.

Ак суйе́к (каз. ақсүйек — букв. «белая кость») — привилегированная часть традиционного казахского общества (аристократия, «голубая кровь»), стоящая вне родоплеменного и жузового деления. К аксуйек относились ханы, султаны, которые вели своё происхождение от чингизидов и относили себя к особому роду (торе), представители касты ходжа (қаз. қожа), считавшие себя потомками арабских миссионеров. Из чингизидов-торе избирали ханов, которые управляли жузами. Аксуйек не подлежали суду биев, освобождались от налогов. Правительство царской России ограничило влияние аксуйеков. При советской власти подвергались политическим гонениям. Сейчас потомки аксуйеков чаще всего располагаются в районах среднего и старшего жузов.